# Lüftelberger Mühle

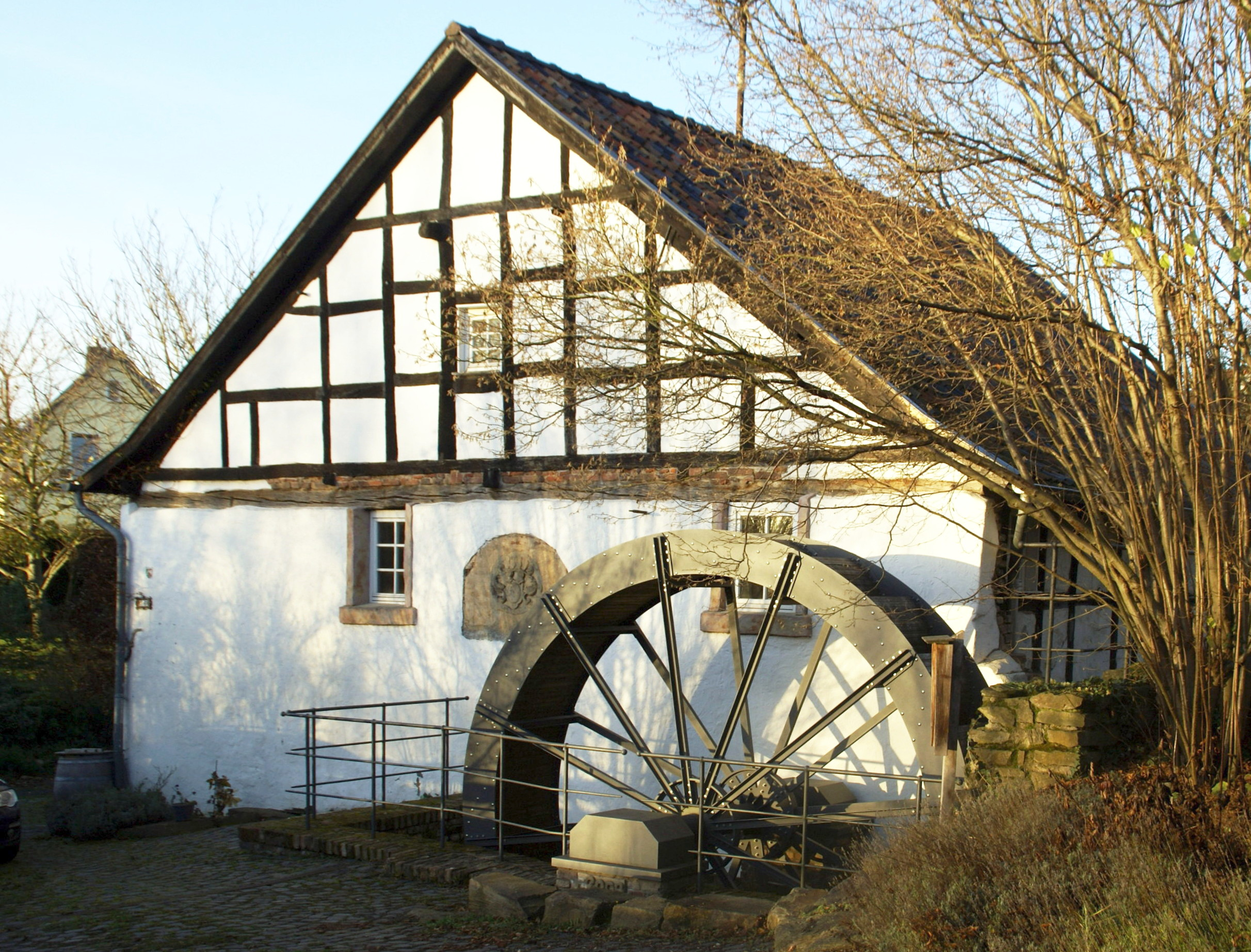
Die Mühle mit dem erneuerten Mühlrad im Jahr 2015

Die Lüftelberger Mühle ist die ehemalige Burgmühle der Burg Lüftelberg. Sie liegt in Meckenheim-Lüftelberg in einer Senke gegenüber der Burg an der Schloßstraße 6 und wird heute als Wohnhaus genutzt. Das Gebäude steht seit 1987 unter Denkmalschutz. 

## Geschichte
Eine erstmalige Erwähnung der Mühle findet sich in der kurkölnischen Landesdeskription aus dem Jahr 1664. Sie gehörte zu der rund 50 Meter entfernt liegenden Wasserburg. Vermutlich wurde das Gebäude auf den Fundamenten einer älteren Hofanlage errichtet. Bis Mitte der 1930er Jahre wurde hier Weizen, Gerste und Roggen gemahlen und gebacken. Den Dachboden nutzten Dorfbewohner zum Wäschetrocknen. Bis 1992 wurde das Mühlengebäude als Wohnhaus genutzt, zu diesem Zeitpunkt war bereits die innere Mühlentechnik entfernt worden. Nach einigen Jahren Leerstands verkaufte der Eigentümer der Burg, Carl-Hubertus von Jordans, das stark sanierungsbedürftige Objekt Mitte der 1990er Jahre an Birgit und Lothar Kleipaß. Das Ehepaar sanierte das Mühlengebäude in den folgenden Jahren. Die Lüftelberger Dorfgemeinschaft finanzierte 2009 den Bau und die Montage eines neuen Mühlrads an der Gebäudeaußenseite.

### Mühlengraben
Der rund 2 Kilometer lange, erhaltene Mühlengraben wird vom Swistbach abgeleitet und beginnt im heutigen Gewerbegebiet Kottenforst. Er diente auch der Wasserversorgung für die Burggräben und war ursprünglich ein Lehen des Cassius-Stiftes. Der Abflussgraben der Mühle ist noch vorhanden, während sich heute an Stelle des früher oberhalb der Mühle gelegenen Mühlteiches eine Wiese befindet.

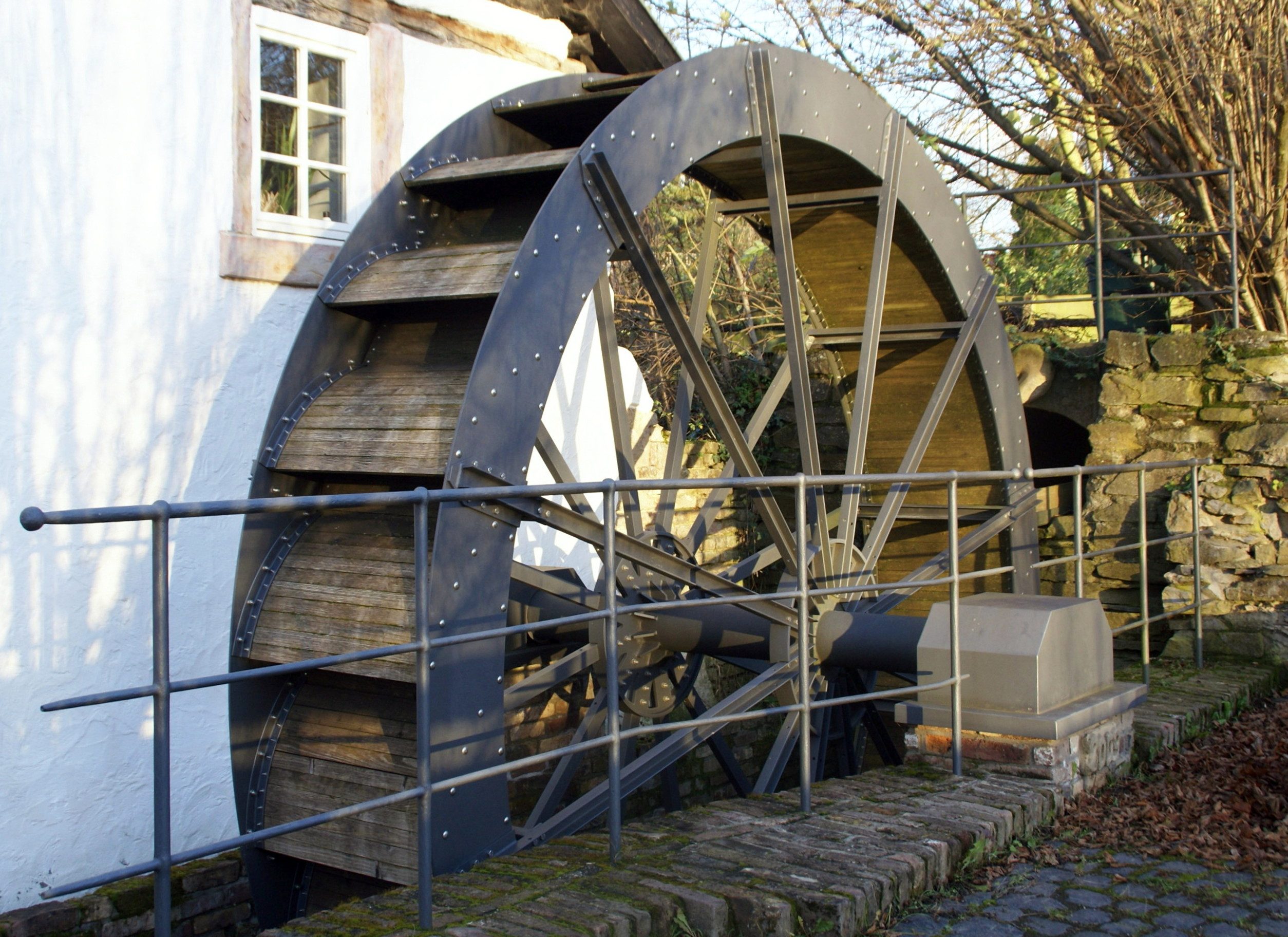
Das funktionsfähige Mühlrad

### Mühlrad
Das erneuerte Mühlrad hat einen Durchmesser von 4,70 Metern, eine Breite von 85 Zentimetern und ein Gesamtgewicht von drei Tonnen (2,5 Tonnen Stahl, 500 Kilogramm Holz). Die Gesamtkosten für Herstellung und Einbau beliefen sich auf 72.000 Euro. Die Einweihung erfolgte im September 2009 anlässlich des Tags des Offenen Denkmals.

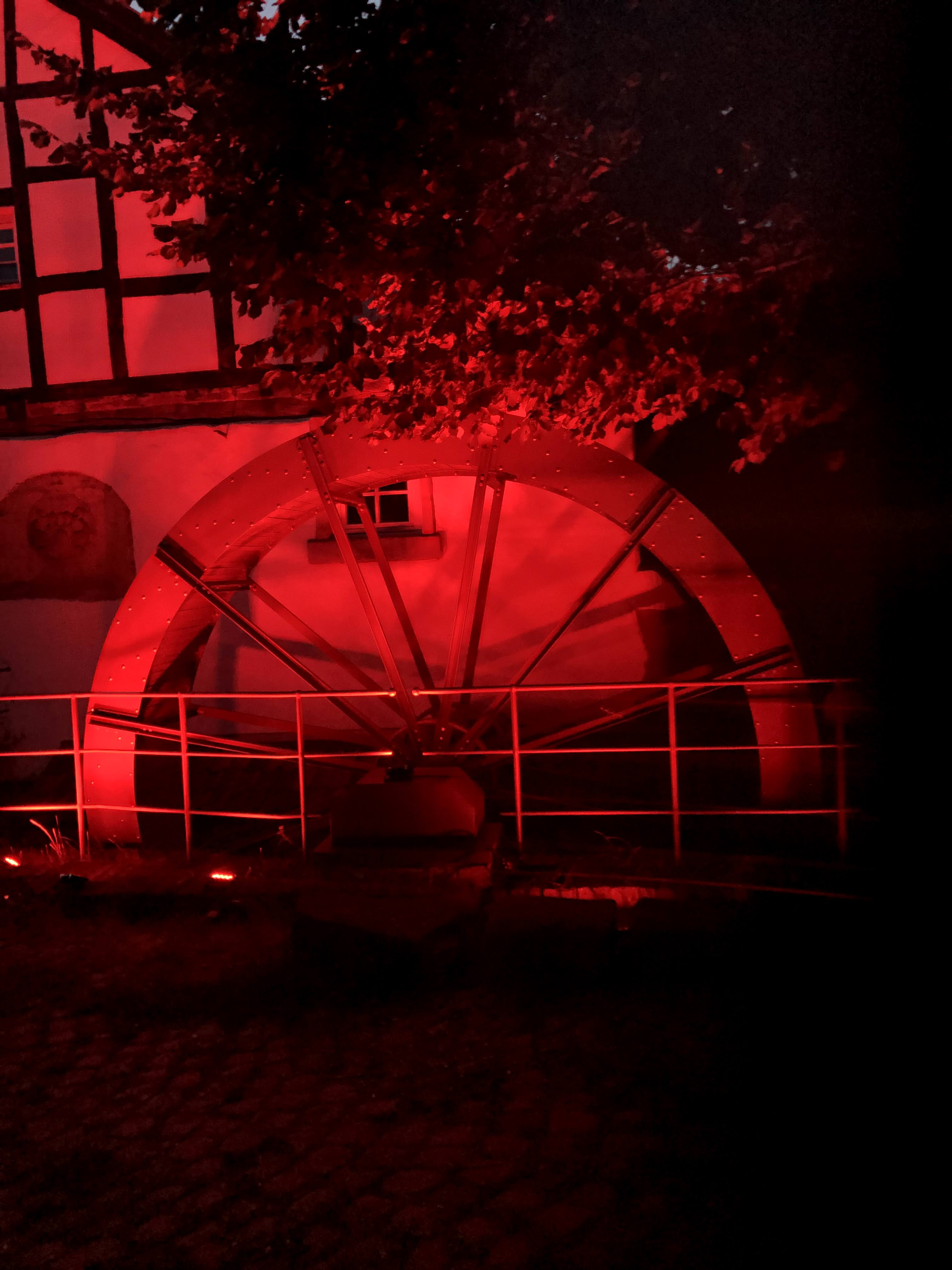
Das beleuchtete Mühlrad zur Aktion „Night of Light“

Das Mühlrad ist am 22. Juni 2020 rot angestrahlt worden. Die Beleuchtung war ein Teil der bundesweiten Aktion „Night of Light“, mit der auf die finanzielle Notlage der Veranstaltungsbranche durch die Wirtschaftskrise 2020 infolge der COVID-Maßnahmen hingewiesen werden sollte.

## Beschreibung
Das Mühlengebäude ist ein freistehender Fachwerkbau. Es ist zweigeschossig angelegt und verfügt über einen geschosstrennenden Schwellenkranz. Der Eingang ist torartig ausgestaltet, an der Traufseite befindet sich ein halbrunder Balkensturz. Die Fenster im Erdgeschoss wurden im 19. Jahrhundert vergrößert und die Giebelseite in neuerer Zeit mit Backstein verkleidet; dort findet sich ein eingelassenes Wappen der Burgbesitzer-Familie Vorst-Lombeck. Die Mühle ist rückwärtig zum Teil verputzt, wobei die Lehmstakenfüllung teilweise erhalten geblieben ist; sie wurde zum größeren Teil durch eine spätere Backsteinausfachung ersetzt. Der Dachstuhl und die Dachdeckung sind alt. Zum Ensemble gehören außerdem in Backstein ausgeführte Schuppen.